# Macrostylis metallicola
Macrostylis metallicola ist eine Tiefsee-Assel des östlichen Pazifik. 

## Merkmale
Im Verhältnis zu anderen Arten der Gattung Macrostylis sind die Individuen dieser Art recht groß. Die adulten Tiere werden über 6 mm groß. Es gibt zwar einen Geschlechtsdimorphismus bei dieser Art, dieser ist jedoch nicht stark ausgeprägt, sodass die Geschlechter sich nur gering unterscheiden.
Der Körper ist länglich, wobei er beim Männchen eine langgezogenere Form als beim Weibchen hat. Auf dem Tergit und Sternum finden sich wenige haarförmige Anhänge der Cuticula. Die Antennen haben ungefähr eine Länge von einem Drittel der Gesamtkörperlänge. Macrostylis metallicola hat sieben Schreitbeinpaare.

## Lebensraum
Sie leben in 4000 bis 5000 Metern Tiefe. Der Lebensraum der Art ist ein Bereich des Meeresbodens, dessen Umgebung zahlreiche Manganknollen enthält.

## Lebensweise
Über die Lebensweise lassen sich nur wenige gesicherte Aussagen treffen. Die Art bewegt sich am Grund fort, weder Larven noch adulte Tiere schwimmen. Aus diesem Grund verbreitet sich die Art nicht schnell und es gibt voneinander isolierte Populationen.
Die Art betreibt Brutpflege und scheint eine geringe Fortpflanzungsrate zu haben.

## Forschungsgeschichte und Namensgebung
Sie wurde 2015 von Bart de Smet bei der Expedition GSRNOD15A in der Clarion-Clipperton-Zone in den Tiefseeebenen eingesammelt und 2020 zusammen mit Torben Riehl erstbeschrieben. Das Epitheton 'metallicola' bedeutet übersetzt „Metallbewohnerin“ und wurde wegen der Manganknollen im Lebensraum gewählt. Der Name wurde der Band Metallica gewidmet, um auf das Thema Tiefseebergbau und dessen Auswirkungen auf die betroffenen Ökosysteme aufmerksam zu machen.
Der Holotyp und die Paratypen befinden sich im Senckenberg Naturmuseum in Frankfurt am Main. Sie werden dort in der Sammlung für Krebstiere aufbewahrt.

## Systematik
In vielen Merkmalen ähnelt Macrostylis metallicola der im Atlantischen Ozean lebenden Art Macrostylis marionae, einem anderen Vertreter derselben Gattung. Genetische Untersuchungen zeigten, dass Macrostylis marionae möglicherweise der nächste Verwandte von Macrostylis metallicola ist, während die ebenfalls im Pazifischen Ozean lebenden Arten Macrostylis sabinae und Macrostylis amaliae größere genetische Unterschiede aufwiesen.